# 卡布卡
卡布卡是塞尔柱突厥军事人物，1095年接受哈里发穆斯塔齊爾统治，占领多地，任摩苏尔总督（阿德贝格），第一次十字军东征期间，曾参与安条克围城战。